# چیلی مک
چیلی مک (به انگلیسی: Chili mac) غذایی است که با استفاده از نوعی خوراک گوشت فلفلی موسوم به چیلی کون کارنه  و ماکارونی به عنوان مواد اولیه تهیه می‌شود و اغلب با پنیر پوشیده یا با آن مخلوط می‌شود. در برخی موارد برای تهیه چیلی مک ازماکارونی و پنیر آماده یا خانگی استفاده می‌شود. چیلی مک یک غذای رایج در دستورهای آشپزی غرب میانه در ایالات متحده است و البته در سایر مناطق ایالات متحده نیز محبوب است.